# ائوستوس
ائوستوس (نام علمی: Eocetus) سرده‌ای از نهنگ‌های آغازین عضو تیره پیش‌نهنگان بودند که در ائوسن میانی پسین (بارتونین، ۴۰٫۴ تا ۳۷٫۲ میلیون سال پیش) در منطقه مصر کنونی زندگی می‌کردند. این سرده در آغاز سده ۲۰ میلادی توصیف شد و از آن هنگام تاکنون سنگواره‌های چندین گونه از آن‌ها کشف شده‌اند؛ اگرچه جایگاه آرایه‌ای آن‌ها هنوز نامشخص است.